# Славчо Стойменски
Славчо Стойменски е югославски комунистически партизанин и народен герой на Югославия.

## Биография
Роден е през 1921 година в град Щип в бедно работническо семейство. Завършва основно училище и гимназия в родния си град. Формирането на политическата му позиция е свързано с приятелството му с Ванчо Пъркев. И двамата участват в развитието на младежкото движение, където четат марксистка литература. Забелязан е от сръбската полиция и на няколко пъти е предупреждаван да прекрати революционна си дейност. В първите дни на завладяването на Югославия Стоименски успява да организира няколко групи на Съюза на комунистическата младеж на Югославия (СКМЮ), които трябва да са в готовност да станат партизани. Славчо Стоименски успява да се отличи на състезание по математика и спечелва стипендия от Българското министерство на просветата и става студент в Софийския университет. През 1941 година се завръща в Щип, където става член на Местния комитет на СКМЮ. През 1942 година българската полиция влиза в следите му и той е арестуван. Успява да избяга при преместването му към затвора и заживява в нелегалност. От 1943 година е член на Областния комитет на Македонската комунистическа партия. През август 1943 година той и други негови съмишленици се събират в Щип с цел проучване на ситуацията и координиране на действия в борбата против немските и българските войски. Полицията узнава за срещата и на 17 август обкръжава къщата, където се състои срещата. Някои от другите партизани, сред които Благоя Янков успяват да избягат, но Стоименски е убит. Провъзгласен е за народен герой на 11 октомври 1951 година.
Родната му къща в Щип е обявена за паметник на културата.